# روبرت بارتليت (أستاذ جامعي)
روبرت بارتليت (بالإنجليزية: Robert Bartlett)‏ هو مختص في الدراسات القروسطية ‏ ومؤرخ بريطاني، ولد في 27 نوفمبر 1950 في لندن في المملكة المتحدة.